# Heinrich Arcularius
Georg Heinrich Arcularius (* 2. Mai 1893 in Schotten; † 5. September 1968 in Möser) war ein deutscher Tierarzt.

## Leben
Georg Heinrich Arcularius wurde am 2. Mai 1893 in Schotten geboren. Während seines Studiums wurde er 1911 Mitglied der Burschenschaft Alemannia Gießen. Er nahm von 1914 bis 1918 an dem Ersten Weltkrieg teil und wurde 1919 an der Universität Gießen zum Doktor der Tiermedizin promoviert. Im folgenden Jahr wurde er auch zum philosophischen Doktor der Landwirtschaft. 1920/1921 betätigte er sich dann in einer Rinderzüchtungsgesellschaft in Braunschweig. Dann war er für Tierzucht bei der Landwirtschaftskammer Hannover bis 1939 angestellt.
Anschließend zog er in den Zweiten Weltkrieg. Von 1945 bis 1949 harrte er als Kriegsgefangener aus. Danach ließ er sich sowohl als Tierarzt in Heeren nieder, ging aber auch als Professor für Tierzucht und Tierernährung an die Veterinärmedizinische Fakultät der Universität Leipzig. 1950 setzte man ihn als stellvertretenden Dekan seiner Fakultät ein – in diesem Jahr trat er auch dem Kulturbund der DDR bei.
In den Ruhestand ging Arcalarius 1960 und verstarb am 5. September 1968 im Alter von 75 Jahren.

## Werk
- Der Einfluß des Ulrichsteiner Gestüts auf die hessische Pferdezucht und die Entwickelung des Landgestüts zur Staatsanstalt (1919)
- Das Hessische Hauptgestüt in Ulrichstein (1920)
- Form und Fleischleistung beim Schwein (1932)[3]
- Hilfsmittel für die Tierbeurteilung. Eine Anleitung für Studierende (Leipzig 1952)[3]
- Entwicklung, Vererbung und Umwelt – die Grundlagen der praktischen Tierzucht (1954)[3]